# Montguyon
Montguyon är en kommun i departementet Charente-Maritime i regionen Nouvelle-Aquitaine i västra Frankrike. Kommunen ligger  i kantonen Montguyon som ligger i arrondissementet Jonzac. År 2022 hade Montguyon 1 636 invånare.

## Befolkningsutveckling
Antalet invånare i kommunen Montguyon
Referens:INSEE